# تفجير الكنيسة المعمدانية في شارع 16

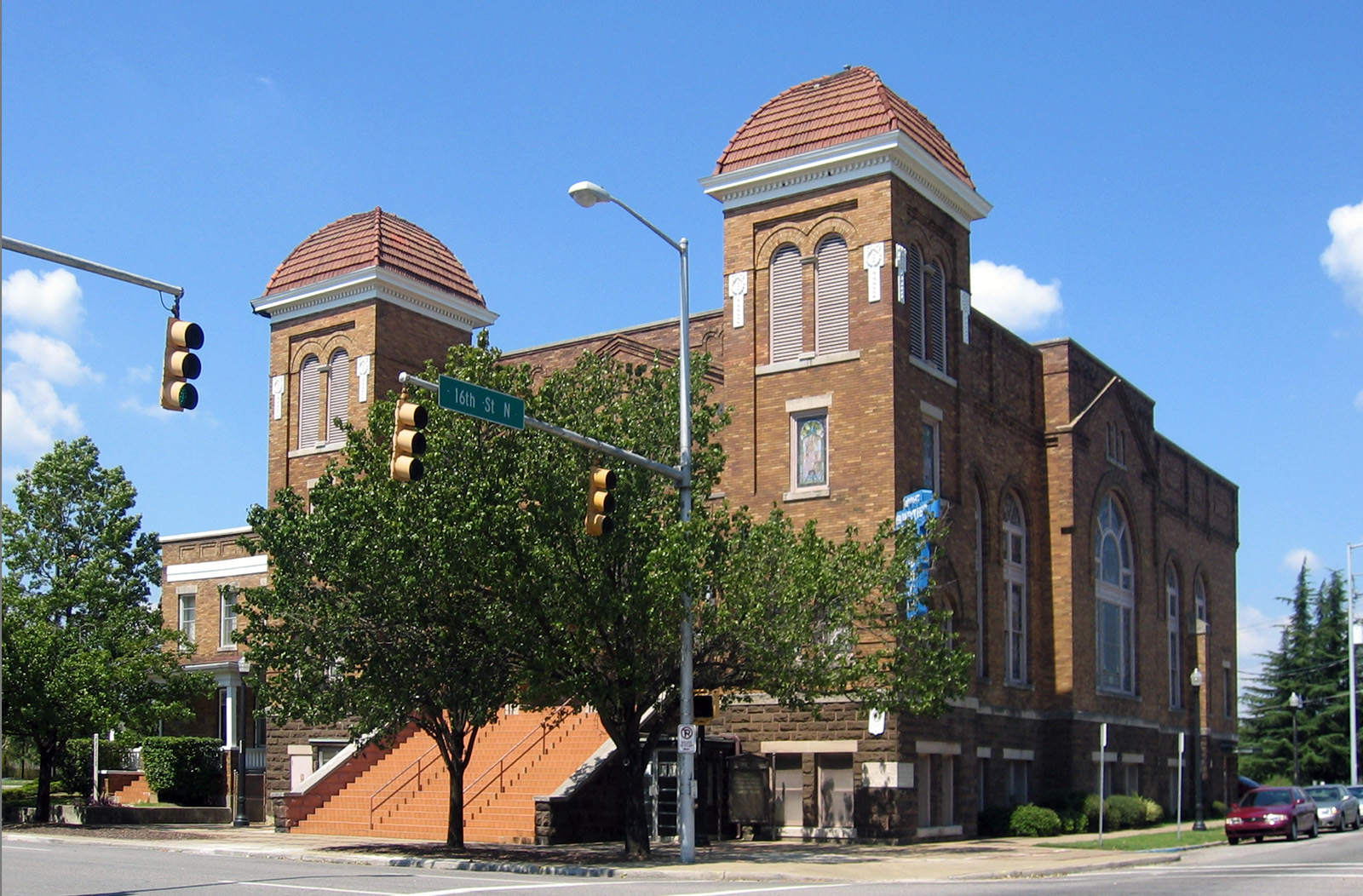
الكنيسة المعمدانية في شارع 16 في عام 2005

تفجير الكنيسة المعمدانية في شارع 16 تفجير إرهابي قامت به عناصر من مجموعة كو كلوكس كلان يوم 15 سبتمبر 1963، وهي جماعة متعصبة من البيض في مدينة بيرمنجهام في ولاية ألاباما في أميركا.
أسفر تفجير الكنيسة الأفروأمريكية عن مقتل أربعة من الفتيات. ورغم أن قادة المدينة توصلوا إلى تسوية مع المتظاهرين وبدأوا في دمجهم في الأماكن العامة، إلا أن لا أحد كان متفقا على إنهاء التمييز العنصري. ووقعت أحداث عنف أخرى بعد التسوية.
وزاد التفجير في دعم المواطنين المطالبين بالحقوق المدنية. ومثل نقطة تحول في تاريخ حركة الحقوق المدنية في الولايات المتحدة. وساهم في دعم تمرير تشريع الحقوق المدنية في الكونغرس عام 1964.